# 92-га окрема штурмова бригада (Україна)
92-га окрема штурмова бригада імені кошового отамана Івана Сірка (92 ОШБр, в/ч А0501, пп В6250) — формування механізованих військ у складі Сухопутних військ Збройних сил України чисельністю в бригаду. Дислокується у с. Клугино-Башкирівка, Чугуївський район, Харківська область. Належить до Оперативного командування «Схід».
Бригада створена у 1999 році на базі 6-ї дивізії Національної гвардії України. 2011 року її штат скоротили і планували ліквідувати до 2015 року. З початком російсько-української війни 2014 року незначні сили бригади перебували у Харківській області і лише в серпні 2014 року ротно-тактична група спробувала деблокувати оточені під Іловайськом війська. Надалі брала участь у багатьох боях, зокрема у захопленні спецпризначенців ГРУ під Щастям. З 2022 року брала участь у відбитті російського повномасштабного вторгнення на харківському напрямі, і у осінньому контрнаступі.
Бригаду названо на честь Івана Сірка — кошового отамана Запорізької Січі у XVII столітті.

## Історія
У грудні 1999 року 6-ту дивізію Національної гвардії України передано до Збройних сил України та перейменовано на 6-ту механізовану дивізію. Надалі дивізія переформована на 92 окрему механізовану бригаду.
Указом Президента України від 30.10.2000 № 1173 за бригадою зберігалися раніше присвоєні почесні найменування та державні нагороди. Бригада стала називатися «92 окрема механізована Ропшинська орденів Жовтневої Революції та Червоного Прапора бригада».
2011 року відбулося скорочення штату бригади. Пізніше саму бригаду вирішили ліквідувати до 2015 року, а на її базі залишити лише складську зону.
У квітні 2012 року зенітний ракетно-артилерійський дивізіон бригади готувався забезпечувати безпеку проведення футбольних матчів Євро-2012 в Донецьку.
Станом на 2013 рік 104 солдати з бригади брали участь у місіях ООН з підтримання миру в Лівані, Ліберії, Сьєрра-Леоне, колишній Югославії.

### Російсько-українська війна
У середині березня 2014 року підрозділи бригади вирушили в район російсько-українського кордону Харківської області. На той час Росія вже окупувала Крим і здійснювала військові маневри неподалік українського кордону. Кількість особового складу і боєздатної техніки бригади була незначна, навесні і майже все літо ці підрозділи у боях на Донбасі участі не брали.

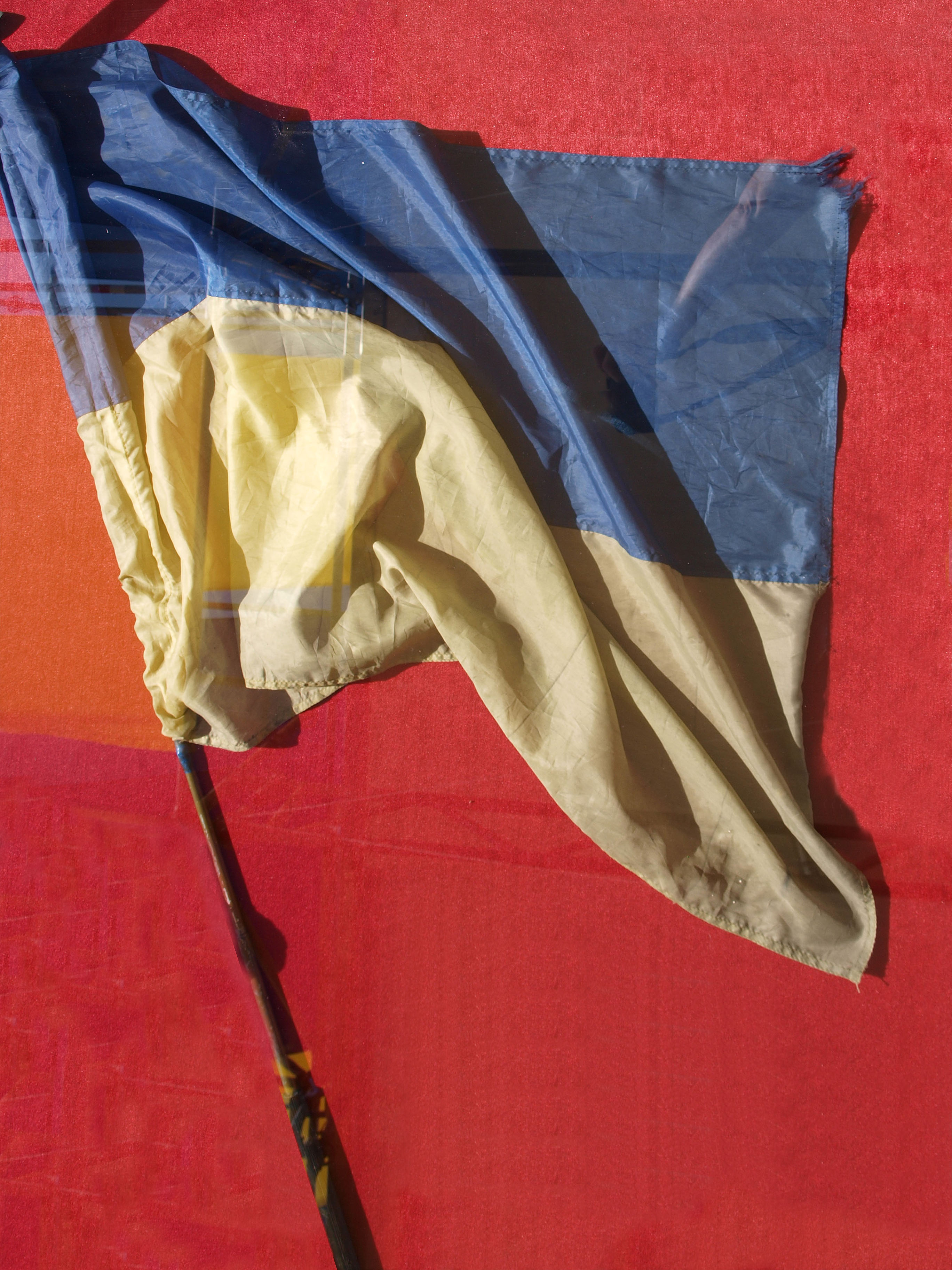
Прапор, що був закріплений на антені одного з Т-64БВ 92-ї бригади часу прориву оточення під Іловайськом.

#### Бої за Іловайськ
Тривалий час бригада була одним із останніх резервів ЗСУ і зберігалася для оборони Харківського напрямку від можливого російського вторгнення. Криза українських сил у зоні бойових дій на Донбасі змусила, зрештою, залучити і її. Бойова група 92 окремої механізованої бригади висунулася з Чугуєва в район Іловайська 23 серпня 2014 року.
27 серпня 2014 року відбулася спроба силами бригади прорвати ззовні російське кільце оточення під Іловайськом і деблокувати українські підрозділи. Посилена ротно-тактична група бригади, що мала 276 бійців, 4 танки, три САУ та більше десятка БТР, прибула у Комсомольське з Харківської області за наказом командування АТО. Планувалося, що РТГр бригади зустріне загін 42 БТрО в районі с. Колоски й разом вийдуть на допомогу оточеним українським формуванням. РТГр рухалася звивистим маршрутом і під вечір 27-го числа зупинилася на ґрунтовій дорозі Новозарівка-Войкове. Протягом ночі майже всю техніку колони знищили артилерійськими обстрілами з мінометів, систем залпового вогню та ствольної артилерії. Станом на 28 серпня загинуло 10 чоловік. Екіпаж САУ Артема Звоненка формально вважався зниклим безвісти після її вибуху. Техніка колони була частково знищена, а решта була захоплена російськими силами.

#### Бої на Луганщині
Надалі бійці 92 бригади брали участь у боях під Станицею Луганською, Щастям і Бахмуткою.
15 грудня 2014 року поблизу с. Лобачеве Новоайдарського району відбувся бій з диверсійно-розвідувальною групою проросійських бойовиків. 3 групи розвідників 92 бригади загальною кількістю 20 осіб вистежили ДРГ противника чисельністю у 9 осіб і в результаті бою знищили 3-х бойовиків і взяли двох полонених.

#### Бої під Дебальцевим
27 січня 2015 року танки бригади стали на опорних пунктах «Валера», «Серьога» і «Льоха» на східних рубежах дебальцівського виступу. Вже 28 числа відбувся бій, у якому танкісти підбили колону техніки супротивника — 3 танки й вантажівки. У бою загорівся танк Василя Божка, який вдалося загасити.
12 лютого підрозділ бригади з єдиним танком, командиром якого був Василь Божок, відправили в район Логвиного. Надійшла інформація, що з Вуглегірська висунулися 5 танків проросійських сил. У бою танк 92 бригади зміг підбити 3 танки супротивника, після чого був змушений відійти.

#### Бої біля Станиці Луганської
16 травня 2015 року поблизу м. Щастя на Луганщині військовими 92 окремої механізованої бригади захоплені в полон військові 3-ї окремої бригади спецпризначення ГРУ РФ Олександр Александров і Євген Єрофєєв. Під час бою загинув український військовик, молодший сержант Вадим Пугачов. 29 травня 2015 року Президент України Петро Порошенко нагородив учасників затримання російських спецпризначенців.
23 березня 2016 року Державний концерн «Укроборонпром» передав 92 окремій механізованій бригаді 16 бронетранспортерів БТР-4 та 18 вітчизняних 120-мм мінометів М120-15 «Молот».
24 січня 2018 року з полону терористів звільнений старший солдат Роман Савков.
16 березня 2018 року один із підрозділів бригади виконав успішне практичне випробування нових БТР-4Е з подолання водних перешкод на 235-му міжвидовому центрі підготовки частин та підрозділів ОК «Південь» Сухопутних військ ЗС України Широкий лан, що на Миколаївщині.
29 грудня 2018 року в рамках робочої поїздки на Харківщину Міністр оборони Степан Полторак вручив ордери на квартири у новобудовах військовослужбовцям 92-ї окремої механізованої бригади. Нове житло належить до категорії штатно-посадового — квартири перебувають у власності військової частини та закріплені за конкретними посадами. Командири рот, начальники штабів батальйонів, командири батальйонів і офіцери управління бригади — всього 80 офіцерів 92-ї бригади отримали квартири у двох будинках у селі Клугино-Башкирівка, де дислокується частина.
11 вересня 2019 року було повідомлено, що в районі м. Ясинувата — с. Спартак бійці бригади поранили командира роти розвідки 11-ї мотострілецької бригади окупаційних російських військ, який невдовзі від поранень помер.

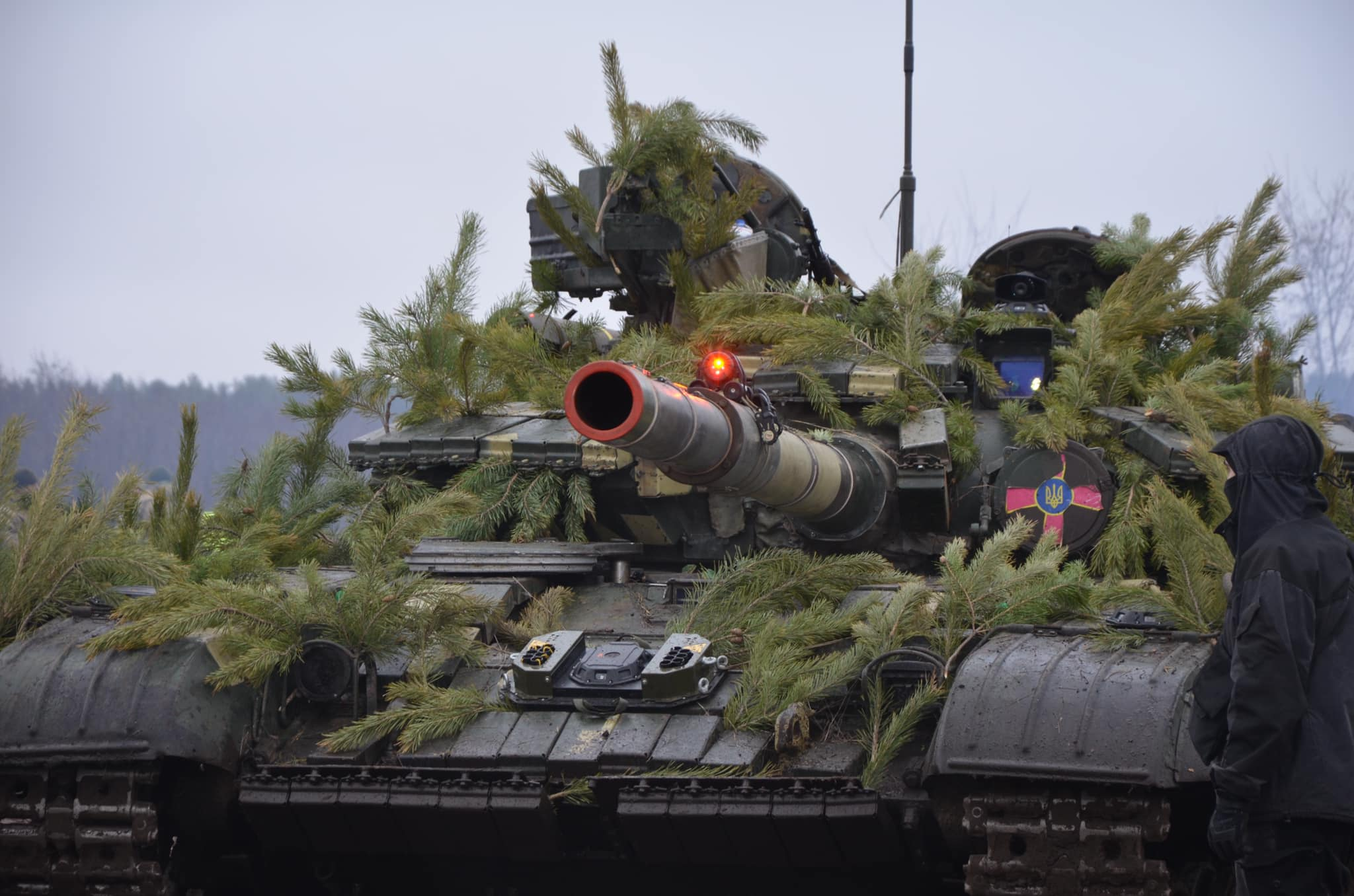
Навчання з використанням лазертегу. Грудень 2021.

З 29 листопада 2021 року зведена механізована рота 92-ї бригади взяла участь у міжнародних навчаннях Combined Resolve XVI. Вперше Збройні Сили України в цих маневрах представлені підрозділом, озброєним новітніми зразками бронетехніки українського виробництва — БТР-4Е, БРЕМ-4РМ та санітарно-евакуаційною машиною БММ-4С.

### Російське вторгнення в Україну (2022)
Під час російського вторгнення 2022 року бригада брала участь в обороні Харкова на Чугуївському напрямку.
8 вересня 2022 року президент Зеленський відмітив заслуги бригади при контрнаступі на Харківщині в районі Балаклії.
Під час вересневого контрнаступу бригада захопила танк Т-90А, що за припущенням належав 27-й мотострілецькій бригаді. Танк у 2023 році було передано до США.
В 2023 році 92-га механізована бригада була перейменована на 92-гу окрему штурмову бригаду.
У жовтні 2023 року бригада вела бої під Бахмутом. 7 жовтня повідомлялося про ліквідацію бригадою майора ЗС РФ.
У січні 2025 року 1-й штурмовий батальйон бригади вів бої у Курській області.

## Структура

### 2016
- управління (штаб бригади)
- 1-й механізований батальйон БТР-4Е
- 2-й механізований батальйон БТР-4Е
- 3-й механізований батальйон БТР-4Е
- 22-й окремий мотопіхотний батальйон[26]
- танковий батальйон Т-64БВ
- бригадна артилерійська група:
  - батарея управління та артилерійської розвідки
  - самохідно-артилерійський дивізіон 2С1 «Гвоздика»
  - самохідно-артилерійський дивізіон 2С3 «Акація»
  - реактивний артилерійський дивізіон БМ-21 «Град»
  - протитанковий артилерійський дивізіон МТ-12 «Рапіра»
- зенітний ракетно-артилерійський дивізіон
- взвод снайперів
- розвідувальна рота
- вузол зв'язку
- рота радіоелектронної боротьби
- радіолокаційна рота
- група інженерного забезпечення
- рота РХБ захисту
- батальйон матеріально-технічного забезпечення
- ремонтно-відновлювальний батальйон
- медична рота
- комендантський взвод

### 2025
- 1-й штурмовий батальйон[27][28]
- 2-й штурмовий батальйон «HONEYBADGER»[29][30]
- 3-й штурмовий батальйон[31]
- 4-й штурмовий батальйон[32]
- 5-й штурмовий батальйон[33]
- 475-й окремий штурмовий батальйон «CODE 9.2»[34][35]
- батальйон безпілотних систем[36]
- 22-й окремий мотопіхотний батальйон[37][32]
- 1-й спеціалізований батальйон[38]
- танковий батальйон[32]
- зенітний ракетно-артилерійський дивізіон
- Бригадна артилерійська група:
  - Батарея управління та артилерійської розвідки[39]
  - 1-й самохідний артилерійський дивізіон[40]
  - 2-й самохідний артилерійський дивізіон[32]
- розвідувальний батальйон[41]
- розвідувальний загін «Бешкетники Сірка»[42]

## Оснащення
23 грудня 2019 року бригаді передали 12 БТР-4, які були виготовлені ХКБМ в рамках контракту 2016 року, що був поновлений між Міністерством оборони та Укроборонпромом.
13 серпня 2020 року ХКБМ передало Міністерству оборони України фінальні чотири БТР-4Е, чим виконало контрактні зобов'язання 2016 року з виготовлення 45 машин для 92-ї бригади.
6 грудня 2021 року бригада отримала 10 БТР-4Е та 3 танки Т-64БМ2, в рамках відзначення 30-ї річниці створення Збройних сил України у Харкові. Раніше бригаді вже були передані 7 танків модифікації Т-64БМ2, які брали участь у військовому параді в Києві 24 серпня 2021 року.

## Командири
- 2000—2005: полковник Назаркін В'ячеслав Миколайович
- 2007—2011: полковник Гузченко Сергій Вікторович
- 2011—2013: полковник Козак Володимир Станіславович
- 2013—2017: полковник Ніколюк Віктор Дмитрович
- 2017—2020: полковник Кокорєв Володимир Володимирович[46]
- 2020—2024: полковник Федосенко Павло Юрійович[47][48]
- 2024: полковник Коробка Володимир Вікторович[48]
- 2024: полковник Нащубський Віталій[49][50]

### Начальники штабу
- 2013—2015: підполковник Клочков Владислав Вікторович

## Втрати
За даними Української правди, 48 воїнів бригади загинуло станом на грудень 2017 року.
Станом на січень 2018 року, за даними Книги Пам'яті, бригада втратила 75 осіб загиблими.
У травні 2020 року на території пункту постійної дислокації бригади на Харківщині було встановлено пам'ятний знак з іменами 63 загиблих.

## Традиції
У 2000 році Указом Президента України була затверджена повна офіційна назва з'єднання: «92 окрема механізована Ропшинська орденів Жовтневої Революції та Червоного Прапора бригада».
У 2007 році командування бригади клопотало перед Верховним Головнокомандувачем про те, щоб бригаді було присвоєно ще одне ім'я — «Чугуївська».
З 18 листопада 2015 року в рамках загальновійськової реформи з найменування було виключено радянські почесні назви. За Указом Президента України повна офіційна назва з'єднання: «92 окрема механізована бригада».
22 серпня 2019 року Президент України присвоїв бригаді почесне найменування: «92 окрема механізована бригада імені кошового отамана Івана Сірка».
6 травня 2022 року бригада була відзначена почесною відзнакою «За мужність та відвагу».

### Символіка
Нарукавна емблема до парадного, парадно-вихідного та повсякденного однострою має вигляд геральдичного щита, перетятого в основі палісадним поділом на зелений і золотий. Щит оздоблено кантом синього кольору. Центральним елементом емблеми є золоті схрещені стилізовані рушниці запорізьких козаків «яничарки». Палісадний поділ щита є стилізованим зображенням Запорізької Січі, укріплення якої були обнесені частоколом (палісадом), і вказує на почесне найменування частини імені кошового отамана Івана Сірка, який обирався кошовим Запорізької Січі двадцять років поспіль. Схрещені рушниці та кольорова гамма нарукавної емблеми вказують на приналежність частини до механізованих підрозділів Сухопутних військ Збройних Сил України.
Бригада уживає гасло «СОБІ — ЧЕСТЬ, УКРАЇНІ — СЛАВА!».

### Облаштування військового містечка
6 травня 2020 року, у День піхоти, на території місця дислокації бригади відкрили Меморіал Слави загиблим воїнам.

## Вшанування

### Топоніміка
- 25 квітня 2024 року у місті Дергачі вулицю Потьомкіна перейменували на вулицю 92-ї бригади.[60]

### Нагороджені
Найвищими державними нагородами відзначені:
- Федосенко Павло Юрійович — полковник, командир бригади. Герой України (2022).
- Агасиєв Кирило Яшар огли — старший лейтенант. Герой України (2022).
- Щоголев Іван Євгенович — молодший сержант. Герой України (2023, посмертно)[61].
- Єрофєєв Макар Володимирович — старший лейтенант. Герой України (2024, посмертно).

## Інциденти
Прізвище комбрига Віктора Ніколюка згадувалося в контексті історії з убивством волонтера, згідно зі словами Анатолія Матіоса співробітника СБУ, Андрія «Ендрю» Галущенка і співробітника Державної фіскальної служби Дмитра Жарука, під час розстрілу під Щастям 2 вересня 2015 року, які займалися викриттям шляхів контрабанди у зоні АТО. Однією з версій ситуації було перекриття наркотрафіку. 11 грудня 2015 року в Башкирівці правоохоронці провели обшук у квартирі Ніколюка, тоді як той знаходився зі своєю бригадою на виконанні бойового завдання в місті Щастя. Ніколюк відкинув звинувачення та у відповідь подав до суду позов на військову прокуратуру. За його словами, бригаді навмисно псують репутацію, щоб зіпсувати відносини армії з патріотами і знизити рівень взаємодопомоги. Жодних ґрунтовних доказів супроти Ніколюка прокуратура так і не навела.
Пізніше, 12 лютого 2016 року Краматорський міський суд взяв під варту демобілізованого старшину окремої розвідроти 92 ОМБр Олександра Свідра за підозрою в розстрілі мобільної групи в сірій зоні під Щастям. 14 лютого було взято під варту ще одного розвідника бригади Павла Долженка. У березні того ж року було вчинено напад на квартиру Кирила Вереса.
Згодом суд звільнив підозрюваних у вбивстві Олександра Свідра та Павла Долженка з-під варти, залишивши підозрюваними у вбивстві. Олександр Свідро повернувся в запас, а Павло Долженко проходить службу в складі ЗСУ і надалі. Кримінальна справа щодо них закрита.
Пізніше в ході розслідування 23 серпня 2017 року Краматорський суд засудив заочно та виніс вирок у вбивстві двох та замаху на вбивство чотирьох, двом проросійським бойовикам ― Сергію Лук'янову (позивний Террикон) і Армену Багіряну (позивний Баггі).

### Відео
- «За рікою. 92-а бригада». на YouTube